# Umbellapathes bipinnata
Umbellapathes bipinnata är en korallart som beskrevs av Opresko 2005. Umbellapathes bipinnata ingår i släktet Umbellapathes och familjen Schizopathidae. Inga underarter finns listade i Catalogue of Life.